# Замок Баллок
Замок Баллок (англ. Bullock Harbour Castle) — Замок Баллок-Харбор — один із замків Ірландії. Розташований в графстві Дублін, в місцевості, що називається Долкі.

## Походження назви замку Баллок
Замок Баллок стоїть біля рибальського селища на березі моря. Тут колись була мегалітична споруда — кромлех, збудована ще в часи неоліту. На жаль, камені з цієї мегалітичної споруди використали при будівництві замку Мартелло. Вважається, що назва Баллок походить від скандинавських слів «blå havn», які в перекладі означали «Блакитна гавань». Але є інша версія, що це слово виникло від ірландських слів «bpoll sa charraig», яке означало «діра в скелі».

## Історія замку Баллок
У часи язичництва тут було святилище друїдів. Після прийняття християнства в Ірландії ця земля була подарована верховним королем Ірландії монахам-цистеріанцям. Тут вони збудували укріплений монастир. Крім того, тут було рибальське селище, де жили люди з ірландських кланів землі Віклоу. Для захисту себе і своїх статків ці люди збудували тут замок. Перша згадка про замок Баллок відноситься до ХІІ століття. Вважається, що нинішня споруда замку Баллок була мурована у 1150 році на основі більш давніх оборонних конструкцій. Навколо замку виросло місто, яке оточили стіною з вежами.
Замок стоїть на пагорбі Дун Лаогайре (ірл. — Dun Laoghaire) — «Фортеця (короля) Лаогайре». Назва наводить на думку про те, що в часи верховного короля Ірландії Лаогайре (V століття) тут уже була фортеця. Замок Баллок довгий час не використовувався і почав руйнуватись. Нині проводиться реставрація замку.
Збереглася низка середньовічних документів, де є ретельний опис замку Баллок. Замок має довгасту форму з вежею на кожному кінці, є арки біля західної вежі. Усередині головних воріт є приміщення, яке спочатку використовувалися для зберігання зерна, риби та інших товарів. Гвинтові сходи піднімається в ряд кімнат. Є велика світлиця та галереї на висоті другого поверху. Є камін у кімнатах колишнього другого поверху. Є невелика кухня у верхній кімнаті над західною вежею, в якій спочатку було ще три поверхи.
Замок був побудований для оборони, але довгий час використовувався як гостинний двір — ченці, що володіли замком вирізнялися свою гостинністю і багато хто знаходив тут притулок, зокрема син короля Англії Генріха IV.
В обмін на захист від нападників в стінах замку монахи брали з рибалок данину рибою. Монахи отримували від рибалок близько 600 риб щорічно. У 1346 році рибалки порушили справу проти монахів, вимагаючи скасувати цю данину. Але суд виграли монахи. Монахи-цистеріанці мали тоді в Ірландії величезний вплив і статки. Зокрема, володіли величезними стадами овець, вовна яких експортувалася через замок Баллок.
У 1402 році принц Томас Ланкастер — син короля Англії, висадився біля замку Баллок як лорд-лейтенант Ірландії. 1410 року абат Пресвятої Богородиці — тодішній власник замку, мав 6 маєтків, 70 акрів орної землі, 8 гектарів луки, 40 гектарів пасовищ, 8 акрів лісу і морську гавань біля замку Баллок.
400 років ченці правили замком мирно, вітаючи мандрівників, вели сільське господарство, рибалили і проповідували. Але комісари короля Англії Генріха VIII розігнали і закрили монастир у 1539 році. Замок Баллок був захоплений англійською короною. В замку був англійський гарнізон, замок здавався в оренду і пережив багато подій протягом наступних бурхливих століть.
Граф Сассекс відвідав замок Баллок у 1559 році, як лорд депутат Ірландії.
У 1611 році Джон Фаган, що мав королівську грамоту на володіння землями навколо замку Баллок помер. І в тому ж році місто, замок і землі Баллок були описані і становили: 1 замок, 1 міська вежа, 30 житлових будинків, 10 гектарів луки, 200 гектарів пасовищ. Голландський корабель був захоплений каперами під стінами замку в 1633 році. У XVII—XVIII століттях замок Баллок бачив багато «диких гусей» — ірландців, що вирушали на чужину служити в арміях чужих королів.
Під час громадянської війни на Британських островах замок Баллок бачив багато трагічних подій. 2 листопада 1641 року 56 чоловіків, жінок і дітей з селища Баллок, рятуючись від війни сіли на човни і вирушили в море. Але їх наздогнала англійська армія на кораблі під командуванням полковника Краффорда і всіх потопила. Англійська армія захопила замок і розмістила там гарнізон — 10 офіцерів і 60 солдатів. У тому році недалеко від замку Баллок англійський офіцер сер Чарльз Кут спалив селище Клонтарф разом з його жителями.
У 1703 році полковник Джон Аллен отримав королівську грамоту на володіння містом і замком Баллок. Серйозна сутичка відбулась біля замку Баллок між загоном контрабандистів та солдатами митної служби у 1735 році. Про це навіть написали газети в Дубліні 26 квітня 1735 року: «Минулого тижня офіцери короля захопили велику кількість чаю та бренді біля замку Баллок, наступного дня кілька чоловік намагалися відбити цей товар від офіцерів, стався бій, кілька чоловік були поранені з обох боків, офіцер Браун отримав поранення в ногу, двоє контрабандистів були вбиті.»
Біля замку балок, біля церкви святого Патріка був колись гранітний кар'єр, каміння з якого використовувалось для будівництва набережної річки Темзи в Лондоні. Майкл О'Фланаган представив документ, датований 24 квітня 1773, що був квитанцію про оплату за перевезення 34 тон граніту з Баллок до Дубліна, імовірно, для набережної річки Ліффі. Граніт був перевезений на шлюпці «Баллок» і капітаном Джоном Малларкі.
Біля замку Баллок живе старий пілот Білл Харвуд, якому вже понад 100 років. Коли йому виповнилось 100 років він вказав місце біля церкви та попросив саме там викопати йому наперед могилу. Коли могилу почали копати, то виявили величезний камінь з різноманітними поганськими та ранньохристиянськими артефактами. Нині цей камінь, що отримав назву «Рахдаун Слаб», зберігається в центрі «Долкі Герітадж».